# Cheilosia thessala
Cheilosia thessala är en tvåvingeart som beskrevs av Claussen och Stahls 2007. Cheilosia thessala ingår i släktet örtblomflugor, och familjen blomflugor.
Artens utbredningsområde är Grekland. Inga underarter finns listade i Catalogue of Life.